# 朝阳寺镇
朝阳寺镇，是中华人民共和国湖北省恩施土家族苗族自治州咸丰县下辖的一个乡镇级行政单位。

## 行政区划
朝阳寺镇下辖以下地区：
水井槽村、鸡鸣坝村、五龙坪村、落马滩村、凉桥村、罾沟村和长岭村。